# Mount Conner

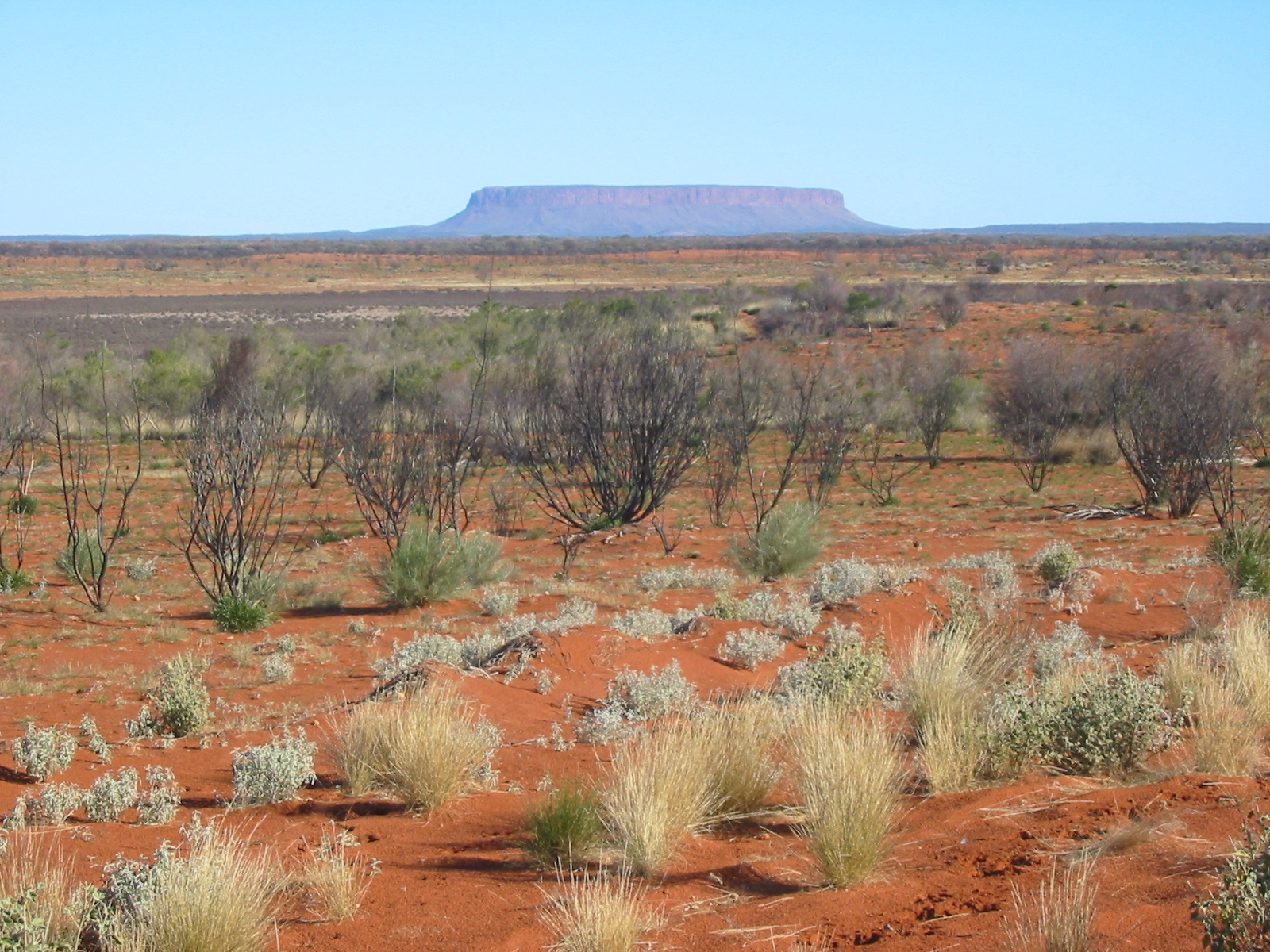
Outback mit Mt. Conner

Mount Conner ist ein Berg bzw. Tafelberg in Australien, in der Sprache der Anangu trägt er den Namen Atila oder auch Artilla.
Er erreicht eine Höhe von 300 Meter über seinem Umland bzw. 859 Meter über dem Meeresspiegel. Sein Alter wird auf ungefähr 700 Millionen Jahre geschätzt. Er wurde von William Gosse 1873 nach M. L. Conner, einem südaustralischen Politiker, der viele der ersten Siedler in Australien unterstützte, benannt. Seinen Namen findet man auch oft fälschlicherweise als Mount Connor.
Er liegt südöstlich des Lake Amadeus und 100 Kilometer östlich des Uluṟu im Südwesten des Northern Territory auf dem Gebiet der Curtin-Springs-Rinderfarm. Da er sich auf Privatgelände befindet, kann er nur im Rahmen einer geführten Tour besucht werden.
Mount Conner ist ein abgeflachter, nierenförmiger Berg, der sich rund 2800 Meter lang bei einer maximalen Breite von 1300 Metern erstreckt. Seine Nordflanke setzt sich scharfkantig vom umgebenden Outbackland ab, während seine Südseite durch viele Verwitterungsrinnen zerfurcht ist. Geologisch gibt es keine direkte Verbindung zur Sandsteinformation des nahegelegenen Ayers-Rock-Gebietes. Er wird jedoch oft mit dem Uluṟu verwechselt, da er vom Lasseter Highway aus sichtbar ist, der vom Stuart Highway zum Uluṟu-Kata-Tjuṯa-Nationalpark führt.